# Copycat (software)
Copycat es un modelo de elaboración de analogías y cognición humana basado en el concepto de escaneo en terrazas paralelas, desarrollado en 1988 por Douglas Hofstadter, Melanie Mitchell y otros en el Centro de Investigación sobre Conceptos y Cognición de la Universidad de Indiana en Bloomington . El Copycat original fue escrito en Common Lisp y está podrido (ya que se basa en bibliotecas de gráficos ahora obsoletas para Lucid Common Lisp); sin embargo, existen puertos de Java y Python. La última versión en 2018 es un puerto Python3 de Lucas Saldyt y J. Alan Brogan.

## Descripción
Copycat produce respuestas a problemas como "abc es a abd como ijk es a qué?" (abc: abd :: jk:? ). Hofstadter y Mitchell consideran que la creación de analogías es el núcleo de la cognición de alto nivel, o la percepción de alto nivel, como la llama Hofstadter, básica para el reconocimiento y la categorización. La percepción de alto nivel surge de la actividad de difusión de muchos procesos independientes, llamados codelets, que se ejecutan en paralelo, compitiendo o cooperando. Crean y destruyen construcciones perceptivas temporales, probabilísticamente probando variaciones para finalmente producir una respuesta. Los codelets se basan en una red asociativa, slipnet, construida sobre conceptos preprogramados y sus asociaciones (una memoria a largo plazo ). Los niveles de activación cambiantes de los conceptos hacen una superposición conceptual con los conceptos vecinos.La arquitectura de Copycat es tripartita y consiste en un slipnet, un área de trabajo (también llamado espacio de trabajo, similar a los sistemas de pizarra ) y el codificador (con los codelets). El slipnet es una red compuesta por nodos, que representan conceptos permanentes, y enlaces ponderados, que son relaciones, entre ellos. Se diferencia de las redes semánticas tradicionales, ya que el peso efectivo asociado a un determinado enlace puede variar a lo largo del tiempo según el nivel de activación de conceptos específicos (nodos). Los codelets construyen estructuras en el área de trabajo y modifican las activaciones en el slipnet en consecuencia (procesos de abajo hacia arriba), y el estado actual del slipnet determina de manera probabilística qué codelets deben ejecutarse (influencias de arriba hacia abajo).

## Comparación con otras arquitecturas cognitivas
Copycat difiere considerablemente en muchos aspectos de otras arquitecturas cognitivas como ACT-R, Soar, DUAL, Psi o arquitecturas de subsunción . Copycat es el modelo más popular de Hofstadter. Otros modelos presentados por Hofstadter et al. son similares en arquitectura, pero diferentes en el llamado microdominio, su aplicación, por ejemplo Espíritu de la letra, etc. Desde el libro de 1995 Fluid Concepts and Creative Analogies que describe el trabajo del libro Fluid Analogies Research Group (FARG), ha continuado el trabajo en modelos similares a Copycat: a partir de 2008, los últimos modelos son Phaeaco (un solucionador de problemas de Bongard ), SeqSee (número extrapolación de secuencias), George (exploración geométrica) y Musicat (un modelo de expectativa melódica). La arquitectura se conoce como "FARGitecture" y las implementaciones actuales utilizan una variedad de lenguajes modernos, incluidos C# y Java. Un objetivo futuro de FARG es crear un único marco de software genérico de FARGitecture para facilitar la experimentación.

## Otras lecturas
- Mitchell, Melanie. Analogy-Making as Perception. ISBN 0-262-13289-3. (1993)
- Hofstadter, Douglas R.. Fluid Concepts and Creative Analogies. ISBN 978-0-465-05154-0.